# Clara Choï
Clara Choï est une actrice française d'origine chinoise née en 1996.

## Biographie
Elle est diplômée du Conservatoire national supérieur d'art dramatique en 2020.

## Filmographie

### Cinéma
Longs métrages
- 2014 : Les Héritiers de Marie-Castille Mention-Schaar : une élève de la classe[2]
- 2016 : Tamara de Alexandre Castagnetti : Luan
- 2019 : Chambre 212 de Christophe Honoré : la fiancée d'Asdrubal
- 2020 : Le Sel des larmes de Philippe Garel : danseuse
- 2021 : Les Fantasmes de David Foenkinos et Stéphane Foenkinos : Clara
- 2021 : Les Jeunes Amants de Carine Tardieu : éleve de l'école d'architecture
- 2023 : Sage-homme de Jennifer Devoldère : Cindy
- 2024 : Drone de Simon Bouisson : Maëva
- 2025 : L'Accident de piano de Quentin Dupieux : la coiffeuse
- 2025 : Yoroï de David Tomaszewski : Nanako

Courts métrages
- 2016 : Darfimbabwour de Ambroise Carminati : Déborah
- 2019 : C'était mieux après de Jules Dousset
- 2025 : Donne batterie de Carmen Leroi : Agathe

### Télévision
Téléfilms
- 2016 : Baisers cachés de Didier Bivel : Aude

Séries télévisées
- 2020 : Alice in Paris : Rachel Cocktail (1 épisode)
- 2023 : Louis 28 : Linh (10 épisodes)
- 2024 : Nudes : Lian (4 épisodes)[3]
- 2024 : The Veil : agent de surveillance (1 épisode)